# Cinzia Zehnder
Cinzia Zehnder (Zurigo, 4 agosto 1997) è una calciatrice svizzera, centrocampista della nazionale svizzera.

## Palmarès

### Club
- Campionato svizzero: 5

Zurigo: 2012-2013, 2013-2014, 2014-2015, 2017-2018, 2018-2019
- Coppa Svizzera: 4

Zurigo: 2012-2013, 2014-2015, 2017-2018, 2018-2019

### Nazionale
- Cyprus Cup: 1

2017